# Station Verdun
Station Verdun is een spoorwegstation in de Franse stad Verdun.
Het station ligt op 200 m hoogte en wordt bediend door de treinen van TER Grand Est.